# 花所镇
花所镇，原为花所乡，是中华人民共和国甘肃省平凉市崆峒区下辖的一个乡镇级行政单位。2018年3月撤乡设镇。区划代码改为620802106。

## 行政区划
花所镇下辖以下地区：
寺沟村、潘口村、信河村、光明村、花所村、段沟村、苏陈村、周柳村和塔山村。